# 甘粕景繼
甘粕景繼，生於天文19年（1550年），卒於慶長16年（1611年），是日本戰國時代和江戶時代初期的武將，越後上杉氏的家臣，越後上田眾。名清長，又名藤右衛門。官至備後守。
他是出自上古貴族清和源氏甘粕廣忠的第十五代子孫。為坂戶城城主登坂加賀守清高之子。天正5年 （1577年）甘粕繼義戰死，上杉謙信命他繼承甘粕氏，名為藤右衛門清長。他以武勇著稱，尤其擅使槍與長刀。後來仕於上杉景勝，拜領「景」字，改名為景繼。
天正5年（1575年）被任命為護摩堂城城主，天正11年（1583年）改任五泉城城主。文祿2年 （1593年）任庄内酒田城代。俸祿知行七千六百九十六石。慶長3年 （1598年）上杉景勝被豐臣秀吉轉封至會津一百二十萬石時，被他封予白石城城代，領有2萬石俸祿。
慶長5年(1600年)，協助直江兼續修造神指城，受命防守白石城，但於會津參府中留守時，被伊達政宗乘隙攻取白石城。關原之戰後上杉氏被減封至米澤，他的俸祿亦被調降成六千六百六十六石。
慶長11年（1606年），擔任櫻田御門普請的職務，獲贈將軍家賜與衣服、銀兩。但因白石城失守而遭到上杉景勝的冷落、貶職。慶長16年（1611年）5月12日去世，死因為自殺。俸祿全被沒收。一直到寬永元年（1624年）景勝去世後，次代藩主定勝才以200石復歸上杉家，但寬永5年12月18日（1629年），全族在米澤北山原被處死。